# Olga Dihovichnaya
Olga Yuryevna Dihovichnaya (en ruso: О́льга Ю́рьевна Дыхови́чная; 4 de septiembre de 1980) es una actriz, cineasta y guionista bielorrusa, reconocida internacionalmente por su participación en la película de ciencia ficción Life (2017).

## Biografía
En 1997 se graduó en la Universidad Estatal de Bielorrusia y empezó a trabajar en la televisión de ese país, inicialmente como presentadora del programa de variedades Morning Cocktail. Un año después se trasladó a Moscú para vincularse al canal de televisión VID, casarse con el cineasta Ivan Dykhovichny (1947–2009) y estudiar dirección de cine en las academias de Alekséi Yúrievich Guerman (1938–2013) y de Svetlana Igorevna Karmalita (1940–2017). A comienzos de la década de 2000 empezó a trabajar con su esposo en el estudio cinematográfico Volia, en el que dirigieron algunos documentales y telefilmes. Desde 2010 se encarga de la organización del Festival de Cine Independiente 2morrow/Завтра.
En 2017 obtuvo reconocimiento internacional al interpretar el papel de Ekaterina Golovkina, una astronauta que debe luchar contra una forma de vida hostil de Marte en la película de ciencia ficción estadounidense Life, dirigida por Daniel Espinosa.

## Filmografía
| Año  | Título               | Papel                | Notas               |
| ---- | -------------------- | -------------------- | ------------------- |
| 2002 | The Kopeck           | Tanya                |                     |
| 2006 | Inhale-Exhale        | Kira                 |                     |
| 2011 | Twilight Portrait    | Marina               |                     |
| 2011 | Two Days             | Lida                 |                     |
| 2013 | City Spies           | Lapina               | Serie de televisión |
| 2013 | Weekend              | Esposa del fotógrafo |                     |
| 2014 | Welcome Home         | Sasha                |                     |
| 2016 | Money                | Nina Filatova        | Serie de televisión |
| 2016 | House of Others      | Liza                 |                     |
| 2017 | Life                 | Katerina Golovkina   |                     |
| 2017 | The Greatest Showman | Jenny Lind           |                     |

### Como directora
- 2011 - Escritora y productora: Twilight Portrait
- 2014 - Escritora: Welcome Home